# Чемерница (Пале-Прача)
Чемерница су насељено мјесто у општини Пале, Федерација Босне и Херцеговине, Босна и Херцеговина.

## Становништво
|             | 2013.       | 1991.        | 1981.         | 1971.         |
| Укупно      | 37 (100,0%) | 79 (100,0%)  | 182 (100,0%)  | 245 (100,0%)  |
| Бошњаци     | 37 (100,0%) | 72 (91,14%)1 | 168 (92,31%)1 | 225 (91,84%)1 |
| Срби        | –           | 7 (8,861%)   | 13 (7,143%)   | 20 (8,163%)   |
| Југословени | –           | –            | 1 (0,549%)    | –             |

1. 1 На пописима од 1971. до 1991. Бошњаци су пописивани углавном као Муслимани.